# Mortalité périnatale

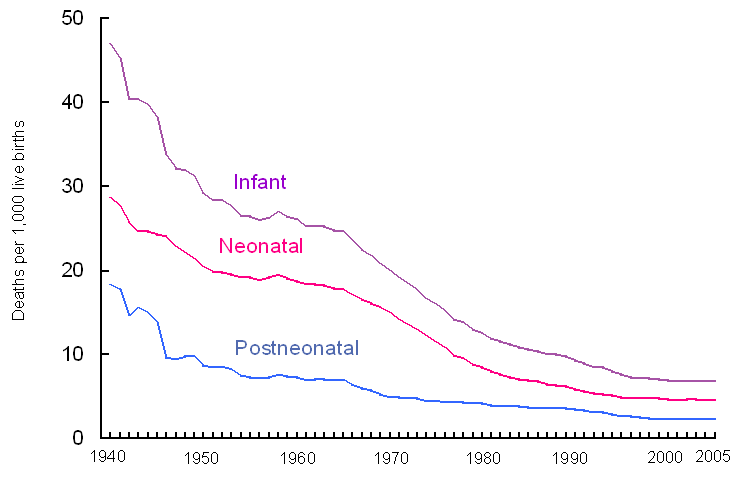
Courbe de la mortalité périnatale aux Etats-Unis entre 1940 et 2005.

La mortalité périnatale est un indicateur de santé publique.

## Définition
La mortalité périnatale est définie comme le nombre de mortinaissances (naissance après 22 semaines d'aménorrhée d'un fœtus sans vie[réf. nécessaire]) et de décès néonatals précoces (décès d'enfants de moins d'une semaine).

## Modalité de calcul
Le taux de mortalité périnatale se calcule pour 1 000 naissances totales, y compris les mortinaissances (Les mortinaissances dont l'âge gestationnel est inconnu sont exclues).

## Signification, interprétations
La mortalité périnatale est estimée aux alentours de 25 à 30 % au Moyen Âge.
En matière de santé publique, la probabilité qu'un fœtus jugé viable soit mort-né ou meure avant la fin de la première semaine de sa vie, reflète en partie la qualité des soins obstétricaux et pédiatriques, et une part de cette mortalité est attribuable à des fœtus non viables, en raison de mutations délétères ou problèmes graves survenus durant la grossesse. Certains auteurs ont estimé que la mortalité périnatale pouvait au moins en partie refléter le degré d'endogamie du groupe humain considéré.